# Phillip Hughes
Phillip Joel Hughes (Macksville, 30 de novembro de 1988 - Sydney, 27 de novembro de 2014) foi um jogador profissional de críquete da Austrália. Iniciou sua carreira em 2009, aos vinte anos.

## Morte
Em 25 de novembro de 2014, Hughes, da equipe de críquete da Austrália Meridional, que enfrentava a seleção de Nova Gales do Sul, foi ferido por uma bolada que atingiu a lateral de seu capacete e caiu no gramado. Mesmo equipado, o atleta sofreu um ferimento grave e, inconsciente, recebeu respiração boca-a-boca e foi levado, de helicóptero, a um hospital de Sydney, onde permaneceu dois dias entre a vida e a morte.
Após ficar em estado crítico, Hughes não resistiu à gravidade do ferimento que sofrera e faleceu, três dias antes de completar 26 anos.

## Galeria de imagens

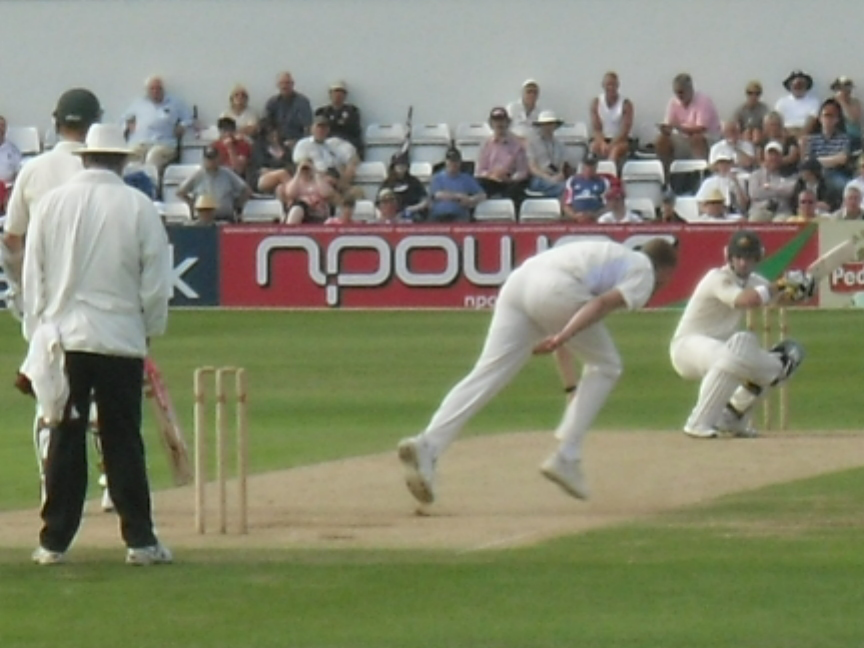
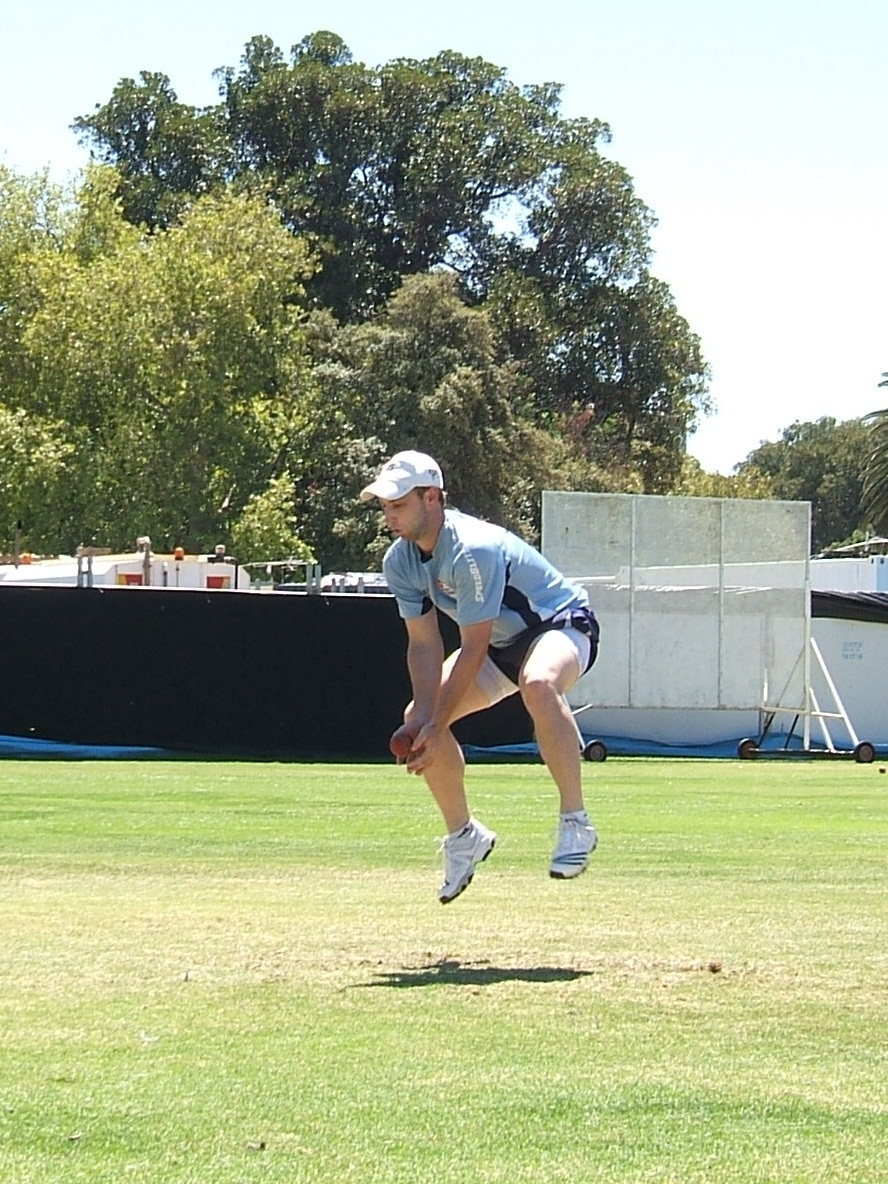
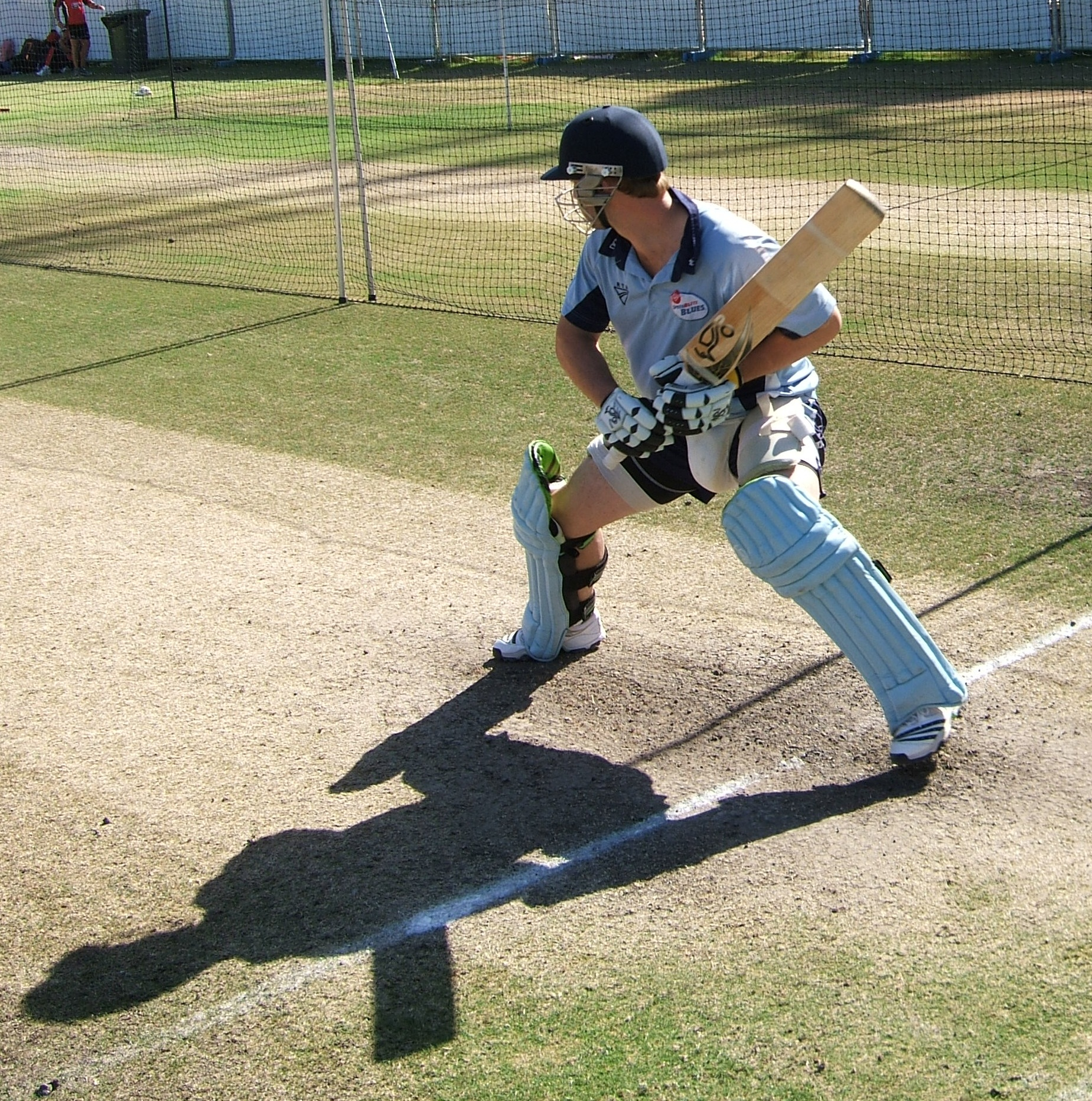